# Roa Station
 Ikke at forveksle med Røa Station.
Roa Station (Roa stasjon) er en jernbanestation på Gjøvikbanen, der ligger ved Roa i Oppland fylke i Norge. Stationen består af flere spor med to perroner og en stationsbygning i træ, der er opført efter tegninger af Paul Armin Due.
Stationen er en forgreningsstation, der blev oprettet 1. december 1909, da Roa-Hønefossbanen blev bygget, og den er derfor lidt nyere end nabostationerne. Persontrafikken på Roa-Hønefossbanen ophørte i 1989, men banen eksisterer stadig som godsbane. Roa Station er tilsvarende stadig betjent af Bane Nor men har ikke billetsalg.